# Matthew Brammeier
Matthew Martin "Matt" Brammeier (né le 7 juin 1985 à Liverpool au Royaume-Uni) est un coureur cycliste et entraîneur irlandais. Originaire de Grande-Bretagne, il court pour l'Irlande à partir de la fin d'année 2009. Actif sur route et sur piste Il est notamment quatre fois champion d'Irlande sur route de 2010 à 2013 et champion d'Irlande contre-la-montre en 2011. Après la fin de sa carrière de coureur en 2018, il devient entraîneur. Son épouse, Nikki Brammeier est également cycliste.

## Biographie
Né à Liverpool, Brammeier est sélectionné pour participer aux championnats du monde sur piste en 2003 et représenté le Pays de Galles aux Jeux du Commonwealth de 2006. Brammeier court pour DFL-Cyclingnews-Litespeed en 2006 et rejoint l'équipe Profel Ziegler Continental pour la saison 2007.
En novembre 2007, il est percuté par un camion en Irlande durant une séance d'entraînement.  Il se cassé les deux jambes mais il peut reprendre sa carrière en conservant son contrat avec l'équipe belge Profel. Il se fait engager en 2009 dans l'équipe dirigée par Sean Kelly, An Post-Sean Kelly. Il met du temps à retrouver son niveau, mais ne songe toujours pas à s'arrêter. 
Il choisit la nationalité irlandaise avant la saison sur piste 2009-2010 et fait ses débuts avec succès en terminant quatrième de la course scratch de la Coupe du monde de Manchester en octobre 2009. 
En juin 2010, il remporte le championnat d'Irlande sur route devant des coureurs évoluant au niveau ProTour comme Nicolas Roche ou Dan Martin. Il est sélectionné pour participer au championnat du monde sur route avec son équipe nationale. Brammeier fait partie de l'échappée matinale, en compagnie de Oleksandr Kvachuk, de Jackson Rodríguez et Mohamed Elammoury. Ils comptent jusqu'à 25 minutes d'avance, mais le dernier d'entre eux (Kvachuk) est repris à 42 kilomètres. 
Rolf Aldag, manager de l'équipe américaine Team HTC-Columbia recrute Matthew Brammeier dont il souligne le caractère, après avoir retrouvé son niveau à la suite de son accident deux ans plus tôt. Il signe un contrat d'une année et roule aux côtés de Mark Cavendish et de Matthew Goss entre autres.
À la suite de l'arrêt de cette équipe, il s'engage pour 2012 avec l'équipe Omega Pharma-Quick Step où il roule pour Tom Boonen et retrouve notamment ses anciens coéquipiers Tony Martin, František Raboň ou encore les frères Martin et Peter Velits. Il quitte l'équipe à la fin de l'année, découvrant par un article de journal qu'il n'est pas conservé pour la saison prochaine. Il passe les deux saisons suivantes à courir pour l'équipe chinoise Champion System puis l'équipe azérie Synergy Baku Project.
En juin 2013, il remporte pour la quatrième année consécutive le titre de champion d'Irlande. En 2015, il rejoint l'équipe sud-africaine MTN-Qhubeka. En juin, il gagne en solitaire la dernière étape du Ster ZLM Toer. Début août, il percute violemment une voiture à plus de 70 km/h lors du Tour de l'Utah, après avoir manqué un virage dans une descente. Il souffre de plusieurs côtes cassées, un pneumothorax ainsi qu’une fracture d'un os du bassin.
En 2017, il signe avec l'équipe continentale professionnelle irlandaise Aqua Blue Sport. Le 26 juin 2018, il annonce mettre un terme à sa carrière de coureur. Il devient entraîneur principal de British Cycling pour le programme d'endurance masculin.

## Palmarès sur route

### Par années
| - 2003 - Champion de Grande-Bretagne sur route juniors - 2005 - 2e étape des Girvan Three Day - 2007 - Champion de Grande-Bretagne du contre-la-montre espoirs - 2010 - Champion d'Irlande sur route - 3e du Grand Prix de la ville de Geel - 2011 - Champion d'Irlande du contre-la-montre - Champion d'Irlande sur route | - 2012 - Champion d'Irlande sur route - 2e de la Heistse Pijl - 3e de la Puivelde Koerse - 2013 - Champion d'Irlande sur route - Grote Prijs Dr. Eugeen Roggeman - 2e du Grand Prix Briek Schotte - 2015 - 5e étape du Ster ZLM Toer - 2e du championnat d'Irlande sur route |

### Classements mondiaux
| Année           | 2005 | 2006 | 2007 | 2008 | 2009 | 2010 | 2011 | 2012 | 2013 | 2014 |
| --------------- | ---- | ---- | ---- | ---- | ---- | ---- | ---- | ---- | ---- | ---- |
| UCI Africa Tour |      |      |      |      |      |      |      |      |      | 246e |
| UCI Asia Tour   |      | 243e |      |      |      |      |      |      |      | 122e |
| UCI Europe Tour | 793e |      | 967e |      |      | 257e |      |      | 345e |      |

## Palmarès sur piste

### Championnats du monde
- Ballerup 2010
  - 13e de la poursuite par équipes
  - 22e du scratch

### Championnats de Grande-Bretagne
- 2003
  - 3e du championnat de Grande-Bretagne de poursuite individuelle juniors
- 2004
  - 3e du championnat de Grande-Bretagne de l'américaine